# Grand Avenue
A Grand Avenue egy 2001-ben alapított dán rockegyüttes. 

## Tagok
- Rasmus Walter-Hansen - ének, gitár
- Niels-Kristian Bærentzen - gitár
- Marc Stebbing - basszusgitár
- Hjalte Thygesen - dobok

## Történetük
A négy tag egy londoni zeneiskolában találkozott egymással 1997-ben. Az együttes frontembere, Walter-Hansen és az egyik gitáros, Bærentzen együtt kezdtek el dalokat írni, majd Stebbinggel és Thygesennel kiegészülve megalapították a Grand Avenue nevű zenekart. 2003-ban kiadtak egy kislemezt, What's On Your Mind címmel, ami a dán P3 rádión Ugens Uundgåelige (=a hét legtöbbet játszott dala) lett, így az EMI is felfigyelt az együttesre. Szerződést kötöttek a kiadóval és 2003-ban kiadták első albumukat, a Grand Avenue-t.
2005-ben az együttes New Yorkba tette át a székhelyét,. hogy felvegyék következő albumukat, a She-t, és hogy Bryce Goggin producerrel dolgozhassanak együtt. Az album 2005-ben jelent meg. 2006 folyamán az együttes a harmadik nagylemezen, a The Outside-on dolgozott, ami végül 2007-ben jött ki. az együttes a The Outside' című száma ismét Ugens Uundgåelige lett. 
A frontember, Walter-Hansen egy dán szupermodellel, Helena Christensennel járt 2004 és 2006 között.

## Diszkográfia
- Grand Avenue (2003)
- She (2005)
- The Outside (2007)
- Place to Fall (2009)

## Külső hivatkozások
1. ↑  http://gaffa.dk/nyheder/view.php/news_id=13442/artist_focus=22543 Archiválva 2007. szeptember 27-i dátummal a Wayback Machine-ben Cikk: A Grand Avenue New Yorkba költözik (dánul)
2. ↑  http://dr.dk/P3/P3suu/2007/Grand_Avenue.htm Archiválva 2007. október 28-i dátummal a Wayback Machine-ben A P3 rádió top dalai 2007. március 12-18. között (dánul)